# Polycarpaea latifolia
Polycarpaea latifolia es una especie de fanerógama perteneciente a la familia de las cariofiláceas.

## Descripción
Es una planta que pertenece al grupo de especies que tienen hojas subglabras, diferenciándose porque posee hojas orbiculares, no glaucas, estas son carnosas, más o menos planas y con el ápice aristado. 

## Distribución
Es un endemismo de las Islas Canarias.

## Taxonomía
Polycarpaea latifolia fue descrita por Jean Louis Marie Poiret y publicado en Encycl. Suppl. 4: 473 1816.
Etimología
Polycarpaea: procede del griego polys y karpos, y significa "abundante fructificación".
latifolia: epíteto que procede del latín latus, que significa ancho y folius, que significa hoja, es decir es una planta con las hojas anchas. 
Sinonimia
- Polycarpaea tenerifae var. latifolia[1]
- Hagaea latifolia Sweet
- Lahaya latifolia Schult.